# Jonas Eriksson (politiker född 1896)
För miljöpartisten, se Jonas Eriksson (miljöpartiet).
Jonas Olof Eriksson, född 20 mars 1896 i Forsa socken, Gävleborgs län, död 8 april 1970 i Forsa församling, var en svensk lantbrukare och riksdagsman (högern).
Jonas Eriksson var lantbrukare i Frägsta. Han var ledamot av andra kammaren från 1937, invald i Gävleborgs läns valkrets. 